# This Town Needs Guns
TTNG (trước đây là "This Town Needs Guns") là một ban nhạc math rock thành lập năm 2004 tại Oxford, Vương quốc Anh. Hiện ban nhạc đang ký hợp đồng với hãng đĩa Sargent House Records.
Album đầu tay của họ, Animals, được phát hành tại Anh qua Big Scary Monsters Recording Company vào tháng 10 năm 2008 và không lâu sau tại Mỹ qua Sargent House Records.
Sau nhiều sự thay đổi nhân sự, các thành viên hiện tại của ban nhạc là Henry Tremain (bass và hát chính), Tim Collis (guitar) và Chris Collis (trống).
Ngày 14 tháng 9 năm 2012, bài hát đầu tiên từ album thứ hai của This Town Needs Guns tên "Cat Fantastic" được ra mắt qua Soundcloud. Ban nhạc phát hành album thứ hai 13.0.0.0.0 ngày 1, 2013 qua Sargent House Records.

## Đĩa nhạc

### Album
- Animals (BSM - Tháng 10, 2008, Sargent House - January 2009)
- 13.0.0.0.0 (Sargent House - Tháng 1, 2013)
- Disappointment Island (Sargent House - Tháng 7, 2016)

### EP
- First demo (2004)
- This Town Needs Guns (Yellow Ghost - 2008, Rallye - 2008)
- Split CD with Cats and Cats and Cats (BSM - 2007)

### Đĩa đơn
- Adventure, Stamina & Anger (Sargent House - 2011)
- Pig (Single Split with Pennines) (BSM - 2008)
- And I'll Tell You For Why... (BSM - 2007)
- Hippy Jam Fest (BSM - 2006)

## Thành viên

### Thành viên hiện tại
- Henry Tremain - hát chính, bass (2012-nay), guitar (2011)
- Tim Collis - guitar (2004-nay)
- Chris Collis - trống, bộ gõ (2006-present)

### Thành viên cũ
- Jamie Cooper - bass, hát nền (2008-2012)
- Stuart Smith - hát chính, guitar (2004-2011)
- Dan Adams - bass, trumpet (2005-2008)
- Jody Prewitt - piano, guitar (2008)
- Matt Bennington - trống (2005-2006)
- Simon Thompson - trống (2004-2005)
- Ian Lewis - bass (2004-2005)